# Squeeze (bridge)
Pour les articles homonymes, voir Squeeze.
Au jeu de bridge, le squeeze est un coup qui exploite la concentration de cartes clés dans une seule des deux mains d'un camp, en obligeant de ce fait le joueur squeezé à défausser une de ces cartes (qu'on appelle garde), et donc à promouvoir une carte (appelée menace) d'une des deux mains du camp du squeezeur, lui permettant de réaliser une levée supplémentaire. La version "double" suit le même principe, mais les menaces sont plus nombreuses et les gardes sont réparties des deux côtés.
Il existe de multiples variantes de ce coup.
La plus ancienne étude exhaustive du squeeze est celle de Bertrand Romanet en 1954. Maintes fois réédité, cet ouvrage reste toujours la référence sur le sujet.

## Principes généraux du squeeze
Le squeeze consiste à mettre l'un des adversaires du flanc en difficulté, car il a plusieurs cartes maîtresses et il est obligé de défausser l'une d'entre elles. Selon la carte que l'adversaire défaussera, le déclarant pourra ainsi établir l'une de ses cartes qui n'était pas maîtresse auparavant. La manœuvre de squeeze se produit généralement en fin de coup, mais doit souvent être préparée à l'avance.

### Vocabulaire spécifique au squeeze
Squeezante : la carte du déclarant qui oblige l'un des adversaires à défausser une carte maîtresse
Réduction du compte : méthode utilisée par le déclarant qui consiste à donner une ou plusieurs levées aux adversaires avant de démarrer l'opération de squeeze. Il convient en effet de livrer suffisamment de levées aux adversaires pour qu'ils ne puissent plus prétendre en réaliser par la suite, sinon le squeeze peut ne pas fonctionner car un joueur de flanc pourra défausser une carte non maîtresse au cours du squeeze.
Menaces : cartes non maîtresses du déclarant (ou du mort) qui risquent de devenir maîtresses si le squeeze fonctionne correctement.
Menace communicante : menace qui est généralement située en face de la squeezante et qui est accompagnée d'une communication permettant la reprise de main.
Menaces séparées : menaces qui se situent dans deux mains différentes.
Menace partagée : menace qui agit simultanément sur les 2 joueurs de flanc.
Garde : carte maîtresse que l'adversaire du flanc va être obligé de défausser. La main qui comporte les gardes est parfois désignée comme main gardée.
Squeeze simple : variante de squeeze dans laquelle il y a 2 menaces et où 3 couleurs interviennent : celle de la squeezante, celle de la 1ère menace et celle de la 2ème menace.
Squeeze double : variante de squeeze dans laquelle il y a 3 menaces et où toutes les 4 couleurs interviennent : celle de la squeezante, celle de la 1ère menace (qui menace le flanc de droite), celle de la 2ème menace (qui menace le flanc de gauche) et celle de la menace partagée (qui menace à la fois les 2 joueurs de flanc).
Squeeze à l'atout : variante parmi les plus élaborées du squeeze, dans laquelle une menace peut être rejointe par la coupe.
Désqueezification : manœuvres de la défense pour éviter la création d'une situation de squeeze.
Position parfaite : c'est une situation où les deux adversaires peuvent être squeezés, indifféremment Est ou Ouest. Cette position correspond en général au fait que l'une des menaces est chez le déclarant et l'autre chez le mort, la position de la squeezante étant alors indifférente. Dans la position imparfaite, seul l'adversaire situé à gauche de la squeezante peut être squeezé.
Défausse automatique : Position de squeeze dans laquelle le jeu en face de la squeezante (joueur n°3) défausse toujours la même carte sur la squeezante, quelle que soit la défausse adverse. Par opposition, la défausse variable qualifie une situation où la carte défaussée par le joueur n°3 dépend de celle qui est défaussée par le joueur n°2 situé à gauche de la squeezante.

### Principes de jeu du déclarant
- Préparer le squeeze très à l'avance en laissant les adversaires réaliser toutes les levées que l'on souhaite leur donner. C'est le principe de la réduction du compte. Exemple :

| ♠ | R 3 2   | O E | ♠ | A 5 4   |
| ♥ | R 4     | O E | ♥ | A 3 2   |
| ♦ | A R 6 5 | O E | ♦ | 4 3 2   |
| ♣ | A R 6   | O E | ♣ | 5 4 3 2 |

Le déclarant, Ouest, joue 3SA sur entame ♣. Il se compte 8 levées de tête. Les chances pour faire la dernière levée sont une répartition 3-3 des carreaux ou des trèfles. Le déclarant réalise que, même en cas de mauvaise répartition des carreaux et des trèfles, il y a une chance supplémentaire de levée si le même opposant possède à la fois 4 carreaux et aussi 4 trèfles. 
Il laisse donc passer le premier ♣, donne encore aux adversaires un ♦, un ♥ et un ♠, et à ce stade le compte est réduit, les adversaires ayant encaissé leurs 4 levées. Tout est en place pour un squeeze simple parfait et automatique carreau-trèfle au cas où les carreaux et les trèfles ne sont pas bien répartis.
Le principe de la réduction du compte n'est toutefois pas toujours applicable, en particulier si on n'a pas d'arrêt correct dans les différentes couleurs.
- Conserver au moins une communication entre les deux mains : l'une des deux mains doit être accompagnée d'une carte maîtresse. Lorsqu'il y a 2 communications, c'est encore mieux, cela permet de faire des aller-retour ou des chassé-croisé.

- Essayer d'avoir les menaces dans des mains différentes. B. Romanet résume ainsi ce qu'il appelle le principe de situation : « Quand deux menaces sont groupées dans la même main, elles ne peuvent agir que sur le flanc situé avant elles ».

## Squeeze simple
Bertrand Romanet distingue 5 positions typiques de squeeze simple. Les 3 premières sont "classiques" et facilement reconnaissables, les 2 dernières moins fréquentes demandent un certain entraînement. Quatre des positions données sont parfaites (elles agissent aussi bien sur l'adversaire de gauche que celui de droite), l'une seulement est imparfaite.

### Position parfaite agissant sur le joueur de gauche
| ♠ | AV  |
| ♥ | (x) |
| ♦ | -   |
| ♣ | -   |

| ♠ | RD |
| ♥ | D  |
| ♦ | -  |
| ♣ | -  |

| ♠ | 32 |
| ♥ | 4  |
| ♦ | -  |
| ♣ | -  |

| ♠ | 3              |
| ♥ | 9              |
| ♦ | 8 (squeezante) |
| ♣ | -              |

| ♠ | AV  |
| ♥ | (x) |
| ♦ | -   |
| ♣ | -   |

| ♠ | RD |
| ♥ | D  |
| ♦ | -  |
| ♣ | -  |

| ♠ | 32 |
| ♥ | 4  |
| ♦ | -  |
| ♣ | -  |

| ♠ | 3              |
| ♥ | 9              |
| ♦ | 8 (squeezante) |
| ♣ | -              |

| ♠ | AV  |
| ♥ | (x) |
| ♦ | -   |
| ♣ | -   |

| ♠ | RD |
| ♥ | D  |
| ♦ | -  |
| ♣ | -  |

| ♠ | 32 |
| ♥ | 4  |
| ♦ | -  |
| ♣ | -  |

| ♠ | 3              |
| ♥ | 9              |
| ♦ | 8 (squeezante) |
| ♣ | -              |

| ♠ | AV  |
| ♥ | (x) |
| ♦ | -   |
| ♣ | -   |

| ♠ | RD |
| ♥ | D  |
| ♦ | -  |
| ♣ | -  |

| ♠ | 32 |
| ♥ | 4  |
| ♦ | -  |
| ♣ | -  |

| ♠ | 3              |
| ♥ | 9              |
| ♦ | 8 (squeezante) |
| ♣ | -              |

De façon générale, le squeeze simple n'est réalisable que si les 2 couleurs susceptibles de fournir la levée manquante ne sont gardées que par un seul adversaire. Le squeeze simple « parfait » est à défausse automatique, à menaces séparées et fonctionne indifféremment contre l'adversaire de gauche ou de droite.
Dans l'exemple illustré à droite :
- Sud a 2 levées sures (8♦ et A♠), sa 3e levée peut provenir soit du V♠, soit du 9♥ (appelées « menaces »).
- Ouest est seul à garder les ♥  et les ♠.
- Lorsque Sud joue le 8♦ (squeezante), Ouest est « squeezé » : s'il défausse un ♠, il affranchit le V♠ de Nord, et s'il défausse sa D♥, il affranchit le 9 de Sud.
- Sud défaussera quoi qu'il arrive la carte du mort inutile (x).

### Position parfaite agissant sur le joueur de droite
Notons que dans l'exemple précédent, si Est avait les cartes d'Ouest, il aurait été squeezé de la même façon. Cette situation est donc bien "parfaite".

### Position imparfaite
| ♠   | 10             |
| ♥   | A V            |
| ♦   | -              |
| ♣   | -              |
| N S |                |
| ♠   | x              |
| ♥   | 2              |
| ♦   | -              |
| ♣   | D (squeezante) |

Dans la situation imparfaite, l'une des mains du déclarant a la squeezante et l'autre main a les menaces. Le squeeze ne peut fonctionner que sur le joueur qui est à gauche de la squeezante.
| main squeezée du flanc : |     |
| ♠                        | D   |
| ♥                        | R D |
| ♦                        | -   |
| ♣                        | -   |

Dans cet exemple, lorsque Sud joue la squeezante, si Ouest a la main squeezée il doit défausser avant les menaces : en conséquence, la menace devenue inutile peut être défaussée en fonction de sa décision. Par contre, la main à droite de la squeezante est située après les menaces, et c'est elle qui adapte sa garde en fonction de la défausse de Ouest.

### Position aller et retour
| ♠   | R 2            |
| ♥   | V x            |
| ♦   | -              |
| ♣   | -              |
| N S |                |
| ♠   | A 9 3          |
| ♥   | -              |
| ♦   | -              |
| ♣   | 7 (squeezante) |

Dans cet exemple, B. Romanet montre que la main qui comporte 3 cartes à Pique et 1 carte à Cœur est toujours squeezée.
| main squeezée du flanc : |        |
| ♠                        | D V 10 |
| ♥                        | D      |
| ♦                        | -      |
| ♣                        | -      |

En effet, lorsque Sud tire le ♣7 maître (la squeezante), que la main gardée soit en Ouest ou en Est, elle est obligée de conserver la ♥D et de ce fait ne va conserver que 2 cartes à ♠. Dès lors, il suffit de jouer les Piques pour gagner les levées restantes.
Cette position parfaite nécessite une double communication, permettant un aller-retour entre les deux mains

### Position chassé-croisé
| ♠   | A              |
| ♥   | V x            |
| ♦   | x              |
| ♣   | -              |
| N S |                |
| ♠   | V x            |
| ♥   | A              |
| ♦   | -              |
| ♣   | 7 (squeezante) |

Dans cet exemple, B. Romanet montre que la main qui comporte 2 cartes à Pique et 2 cartes à Cœur est toujours squeezée.
| main squeezée du flanc : |      |
| ♠                        | R 10 |
| ♥                        | R 10 |
| ♦                        | -    |
| ♣                        | -    |

En effet, lorsque Sud tire le ♣7 maître (la squeezante), que la main gardée soit en Ouest ou en Est, elle est obligée de sècher un de ses Rois. Dès lors, il suffit de tirer l'As correspondant pour affranchir le Valet.
Cette situation nécessite une double communication, permettant un aller-retour entre les deux mains.

### Exemple de squeeze joué dans un championnat
Voici un exemple de squeeze simple joué dans un championnat de haut niveau, dans lequel le déclarant a longuement hésité sur le plan de jeu et a finalement profité d'une petite erreur d'un adversaire :
| ♠ | 8 5          |
| ♥ | V 10 9 8 6 4 |
| ♦ | 8 7          |
| ♣ | D 7 4        |

| ♠ | A R D 9 4  |
| ♥ | D 7 2      |
| ♦ | -          |
| ♣ | V 10 8 6 3 |

| ♠ | 7 2       |
| ♥ | R 5 3     |
| ♦ | A R 2     |
| ♣ | A R 9 5 2 |

| ♠ | V 10 6 3         |
| ♥ | A                |
| ♦ | D V 10 9 6 5 4 3 |
| ♣ | -                |

| ♠ | 8 5          |
| ♥ | V 10 9 8 6 4 |
| ♦ | 8 7          |
| ♣ | D 7 4        |

| ♠ | A R D 9 4  |
| ♥ | D 7 2      |
| ♦ | -          |
| ♣ | V 10 8 6 3 |

| ♠ | 7 2       |
| ♥ | R 5 3     |
| ♦ | A R 2     |
| ♣ | A R 9 5 2 |

| ♠ | V 10 6 3         |
| ♥ | A                |
| ♦ | D V 10 9 6 5 4 3 |
| ♣ | -                |

| ♠ | 8 5          |
| ♥ | V 10 9 8 6 4 |
| ♦ | 8 7          |
| ♣ | D 7 4        |

| ♠ | A R D 9 4  |
| ♥ | D 7 2      |
| ♦ | -          |
| ♣ | V 10 8 6 3 |

| ♠ | 7 2       |
| ♥ | R 5 3     |
| ♦ | A R 2     |
| ♣ | A R 9 5 2 |

| ♠ | V 10 6 3         |
| ♥ | A                |
| ♦ | D V 10 9 6 5 4 3 |
| ♣ | -                |

| ♠ | 8 5          |
| ♥ | V 10 9 8 6 4 |
| ♦ | 8 7          |
| ♣ | D 7 4        |

| ♠ | A R D 9 4  |
| ♥ | D 7 2      |
| ♦ | -          |
| ♣ | V 10 8 6 3 |

| ♠ | 7 2       |
| ♥ | R 5 3     |
| ♦ | A R 2     |
| ♣ | A R 9 5 2 |

| ♠ | V 10 6 3         |
| ♥ | A                |
| ♦ | D V 10 9 6 5 4 3 |
| ♣ | -                |

| Sud          | Ouest | Nord | Est |
| ------------ | ----- | ---- | --- |
| 4♦           | 4♠    | 5♦   | 6♠  |
| X            | -     | -    | 6SA |
| Tous passent |       |      |     |
| 1. 2.        |       |      |     |

Le déclarant en Est est le champion danois Dennis Bilde, associé à l'italien Augustin Madala en Ouest. Il n'est pas au courant que l'As de ♥ est sec en Sud. Il sait que Sud a 8 cartes à Carreau 

Son plan de jeu est de faire les 11 levées évidentes, puis de tenter de faire tomber l'As de ♥ s'il est sec en Nord, ou bien à défaut de faire un squeeze.
Il prend l'entame ♦, tire l'As de ♣, va au mort avec l'As de ♠ pour faire l'impasse à la Dame de ♣, tire les trèfles jusqu'à l'avant-dernier en terminant au mort, puis joue ♥ du mort en passant le Roi de sa main qui se fait prendre par l'As. A ce stade, la teneur des jeux est la suivante :
| ♠ | 8      |
| ♥ | V 10 9 |
| ♦ | 8 7    |
| ♣ | -      |

| ♠ | A R 9 |
| ♥ | D 7   |
| ♦ | -     |
| ♣ | 8     |

| ♠ | 7   |
| ♥ | 5 3 |
| ♦ | R 2 |
| ♣ | 9   |

| ♠ | V 10 6 |
| ♥ | -      |
| ♦ | D V 10 |
| ♣ | -      |

| ♠ | 8      |
| ♥ | V 10 9 |
| ♦ | 8 7    |
| ♣ | -      |

| ♠ | A R 9 |
| ♥ | D 7   |
| ♦ | -     |
| ♣ | 8     |

| ♠ | 7   |
| ♥ | 5 3 |
| ♦ | R 2 |
| ♣ | 9   |

| ♠ | V 10 6 |
| ♥ | -      |
| ♦ | D V 10 |
| ♣ | -      |

| ♠ | 8      |
| ♥ | V 10 9 |
| ♦ | 8 7    |
| ♣ | -      |

| ♠ | A R 9 |
| ♥ | D 7   |
| ♦ | -     |
| ♣ | 8     |

| ♠ | 7   |
| ♥ | 5 3 |
| ♦ | R 2 |
| ♣ | 9   |

| ♠ | V 10 6 |
| ♥ | -      |
| ♦ | D V 10 |
| ♣ | -      |

| ♠ | 8      |
| ♥ | V 10 9 |
| ♦ | 8 7    |
| ♣ | -      |

| ♠ | A R 9 |
| ♥ | D 7   |
| ♦ | -     |
| ♣ | 8     |

| ♠ | 7   |
| ♥ | 5 3 |
| ♦ | R 2 |
| ♣ | 9   |

| ♠ | V 10 6 |
| ♥ | -      |
| ♦ | D V 10 |
| ♣ | -      |

Le déclarant doit maintenant faire toutes les levées. 
Sud, mis en main par l'As de ♥, a le choix entre jouer un ♠ ou un ♦. S'il joue le Valet de ♠, le contrat chute car aucune position de squeeze ne fonctionne plus. Après une longue réflexion, Sud, probablement fatigué, décide de jouer ♦. Grave erreur !
Le déclarant tire alors la Dame de ♥ (Sud défausse un ♦) et revient dans sa main à ♣. Sud est cuit : il défausse un ♦ et le ♦2 du déclarant devient maître, mais s'il avait défaussé un ♠, les ♠ du mort seraient devenus maîtres.

## Squeeze double
Le squeeze double est la succession de 2 squeezes simples, agissant successivement sur l'un des joueurs adverses puis sur l"autre joueur. Il permet en général de gagner une seule levée, exactement comme le squeeze simple.
B. Romanet a répertorié 7 positions de double squeeze, dont la plus fréquente est la position dite équilibrée qui se manifeste 3 cartes avant la fin du jeu.

### Squeeze équilibré
| ♠ | A 4 |
| ♥ | V   |
| ♦ | -   |
| ♣ | -   |

| ♠ | R 3 |
| ♥ | D   |
| ♦ | -   |
| ♣ | -   |

| ♠ | D 5 |
| ♥ | -   |
| ♦ | V   |
| ♣ | -   |

| ♠ | 2               |
| ♥ | -               |
| ♦ | 9               |
| ♣ | 10 (squeezante) |

| ♠ | A 4 |
| ♥ | V   |
| ♦ | -   |
| ♣ | -   |

| ♠ | R 3 |
| ♥ | D   |
| ♦ | -   |
| ♣ | -   |

| ♠ | D 5 |
| ♥ | -   |
| ♦ | V   |
| ♣ | -   |

| ♠ | 2               |
| ♥ | -               |
| ♦ | 9               |
| ♣ | 10 (squeezante) |

| ♠ | A 4 |
| ♥ | V   |
| ♦ | -   |
| ♣ | -   |

| ♠ | R 3 |
| ♥ | D   |
| ♦ | -   |
| ♣ | -   |

| ♠ | D 5 |
| ♥ | -   |
| ♦ | V   |
| ♣ | -   |

| ♠ | 2               |
| ♥ | -               |
| ♦ | 9               |
| ♣ | 10 (squeezante) |

| ♠ | A 4 |
| ♥ | V   |
| ♦ | -   |
| ♣ | -   |

| ♠ | R 3 |
| ♥ | D   |
| ♦ | -   |
| ♣ | -   |

| ♠ | D 5 |
| ♥ | -   |
| ♦ | V   |
| ♣ | -   |

| ♠ | 2               |
| ♥ | -               |
| ♦ | 9               |
| ♣ | 10 (squeezante) |

Lorsque Sud tire le ♣ (squeezante), Ouest doit jeter le ♠3 de la couleur qui est gardée à la fois par Ouest et Est. Le mort joue alors le ♥V devenu inutile, et Est est squeezé à son tour à ♠ et ♦.
Cette situation est « imparfaite » puisque le squeeze ne fonctionne pas si on intervertit les cartes de Est et Ouest. La défausse de Nord est variable, puisqu'elle dépend de la carte jouée par Ouest sur la squeezante.

### Squeeze indifférent
| ♠ | A R 4 |
| ♥ |       |
| ♦ | (x)   |
| ♣ | -     |

| ♠ | V 6 3 |
| ♥ | D     |
| ♦ | -     |
| ♣ | -     |

| ♠ | D 7 5 |
| ♥ | -     |
| ♦ | V     |
| ♣ | -     |

| ♠ | 2               |
| ♥ | 8               |
| ♦ | 9               |
| ♣ | 10 (squeezante) |

| ♠ | A R 4 |
| ♥ |       |
| ♦ | (x)   |
| ♣ | -     |

| ♠ | V 6 3 |
| ♥ | D     |
| ♦ | -     |
| ♣ | -     |

| ♠ | D 7 5 |
| ♥ | -     |
| ♦ | V     |
| ♣ | -     |

| ♠ | 2               |
| ♥ | 8               |
| ♦ | 9               |
| ♣ | 10 (squeezante) |

| ♠ | A R 4 |
| ♥ |       |
| ♦ | (x)   |
| ♣ | -     |

| ♠ | V 6 3 |
| ♥ | D     |
| ♦ | -     |
| ♣ | -     |

| ♠ | D 7 5 |
| ♥ | -     |
| ♦ | V     |
| ♣ | -     |

| ♠ | 2               |
| ♥ | 8               |
| ♦ | 9               |
| ♣ | 10 (squeezante) |

| ♠ | A R 4 |
| ♥ |       |
| ♦ | (x)   |
| ♣ | -     |

| ♠ | V 6 3 |
| ♥ | D     |
| ♦ | -     |
| ♣ | -     |

| ♠ | D 7 5 |
| ♥ | -     |
| ♦ | V     |
| ♣ | -     |

| ♠ | 2               |
| ♥ | 8               |
| ♦ | 9               |
| ♣ | 10 (squeezante) |

Lorsque Sud tire le ♣ (squeezante), Ouest doit jeter le ♠3 de la couleur qui est gardée à la fois par Ouest et Est. Le mort joue la carte (x), et Est est squeezé à son tour à ♠ et ♦.
Ce squeeze est à défausse automatique : la carte (x) est jouée quoi qu'il arrive. Cette carte peut être de n'importe quelle couleur. 
Le squeeze est parfait, puisqu'il fonctionne également si on intervertit les jeux de Est et Ouest.

## Squeeze à l'atout
Ce sont des squeezes dans lesquels l'atout peut intervenir pour couper. Dans la plupart des cas, il s'agit de squeezes simples, dont on peut distinguer 2 grandes variétés :
- ceux dans lesquels la menace de coupe est à côté de la squeezante
- et ceux dans lesquels la menace de coupe est en face de la squeezante.

| ♠ | R 2   |
| ♥ | A R 4 |
| ♦ | -     |
| ♣ | -     |

| ♠ | D V 10 |
| ♥ | -      |
| ♦ | -      |
| ♣ | 5 4    |

| ♠ | A 3    |
| ♥ | D V 10 |
| ♦ | -      |
| ♣ | -      |

| ♠ | -              |
| ♥ | 9 3 2          |
| ♦ | 8 (atout)      |
| ♣ | 7 (squeezante) |

| ♠ | R 2   |
| ♥ | A R 4 |
| ♦ | -     |
| ♣ | -     |

| ♠ | D V 10 |
| ♥ | -      |
| ♦ | -      |
| ♣ | 5 4    |

| ♠ | A 3    |
| ♥ | D V 10 |
| ♦ | -      |
| ♣ | -      |

| ♠ | -              |
| ♥ | 9 3 2          |
| ♦ | 8 (atout)      |
| ♣ | 7 (squeezante) |

| ♠ | R 2   |
| ♥ | A R 4 |
| ♦ | -     |
| ♣ | -     |

| ♠ | D V 10 |
| ♥ | -      |
| ♦ | -      |
| ♣ | 5 4    |

| ♠ | A 3    |
| ♥ | D V 10 |
| ♦ | -      |
| ♣ | -      |

| ♠ | -              |
| ♥ | 9 3 2          |
| ♦ | 8 (atout)      |
| ♣ | 7 (squeezante) |

| ♠ | R 2   |
| ♥ | A R 4 |
| ♦ | -     |
| ♣ | -     |

| ♠ | D V 10 |
| ♥ | -      |
| ♦ | -      |
| ♣ | 5 4    |

| ♠ | A 3    |
| ♥ | D V 10 |
| ♦ | -      |
| ♣ | -      |

| ♠ | -              |
| ♥ | 9 3 2          |
| ♦ | 8 (atout)      |
| ♣ | 7 (squeezante) |

Sud joue le ♣7 et défausse le ♥4. 
Rien ne peut sauver Est : s'il défausse un ♥, le déclarant tire As et Roi de ♥, revient dans sa main et tire le dernier ♥. S'il sèche l'As de ♠, Sud coupe le ♠2, et peut aller chercher le roi de pique au mort grâce à l'As de ♥.
Remarquez que ce squeeze est parfait. D'autre part, il n'aurait pas fonctionné dans cette position à Sans Atout : d'une manière générale, la présence d'un atout améliore les chances d'un squeeze.
| ♠ | A (squeezante) |
| ♥ | -              |
| ♦ | V 10           |
| ♣ | A              |

| ♠ | 3 2 |
| ♥ | -   |
| ♦ | 3 2 |
| ♣ | -   |

| ♠ | -   |
| ♥ | -   |
| ♦ | R D |
| ♣ | R D |

| ♠ | 10        |
| ♥ | 2 (atout) |
| ♦ | -         |
| ♣ | V 10      |

| ♠ | A (squeezante) |
| ♥ | -              |
| ♦ | V 10           |
| ♣ | A              |

| ♠ | 3 2 |
| ♥ | -   |
| ♦ | 3 2 |
| ♣ | -   |

| ♠ | -   |
| ♥ | -   |
| ♦ | R D |
| ♣ | R D |

| ♠ | 10        |
| ♥ | 2 (atout) |
| ♦ | -         |
| ♣ | V 10      |

| ♠ | A (squeezante) |
| ♥ | -              |
| ♦ | V 10           |
| ♣ | A              |

| ♠ | 3 2 |
| ♥ | -   |
| ♦ | 3 2 |
| ♣ | -   |

| ♠ | -   |
| ♥ | -   |
| ♦ | R D |
| ♣ | R D |

| ♠ | 10        |
| ♥ | 2 (atout) |
| ♦ | -         |
| ♣ | V 10      |

| ♠ | A (squeezante) |
| ♥ | -              |
| ♦ | V 10           |
| ♣ | A              |

| ♠ | 3 2 |
| ♥ | -   |
| ♦ | 3 2 |
| ♣ | -   |

| ♠ | -   |
| ♥ | -   |
| ♦ | R D |
| ♣ | R D |

| ♠ | 10        |
| ♥ | 2 (atout) |
| ♦ | -         |
| ♣ | V 10      |

Ici, ♥2 est un atout maître, et l'As de ♦ a déjà été joué.
Lorsque le mort tire l'As de ♠, Est est squeezé : s'il défausse un carreau, le dernier carreau du mort sera affranchi par la coupe. S'il défausse un trèfle, le mort tire l'As de ♣ et la coupe permet de revenir en main faire le dernier trèfle.
Les éléments clés du succès sont ici :
- une couleur que l'on peut couper
- deux menaces, dont l'une du côté de l'atout
- une entrée qui permet de récupérer l'autre menace
- les 2 gardes adverses dans la même main adverse

## Squeeze tricolore ou Squeeze d'affaiblissement
Le squeeze tricolore est une variante du squeeze simple sur l'un seul des jeux du flanc, qui a le choix entre des défausses dans 3 couleurs différentes, et quelle que soit la couleur choisie le déclarant peut réaliser une levée de plus que prévu.
| ♠ | A 3 |
| ♥ | -   |
| ♦ | V 9 |
| ♣ | -   |

| ♠ | -    |
| ♥ | D    |
| ♦ | 10 3 |
| ♣ | V    |

| ♠ | 10 8 |
| ♥ | 10 9 |
| ♦ | -    |
| ♣ | -    |

| ♠ | R 6 |
| ♥ | V   |
| ♦ | -   |
| ♣ | 9   |

| ♠ | A 3 |
| ♥ | -   |
| ♦ | V 9 |
| ♣ | -   |

| ♠ | -    |
| ♥ | D    |
| ♦ | 10 3 |
| ♣ | V    |

| ♠ | 10 8 |
| ♥ | 10 9 |
| ♦ | -    |
| ♣ | -    |

| ♠ | R 6 |
| ♥ | V   |
| ♦ | -   |
| ♣ | 9   |

| ♠ | A 3 |
| ♥ | -   |
| ♦ | V 9 |
| ♣ | -   |

| ♠ | -    |
| ♥ | D    |
| ♦ | 10 3 |
| ♣ | V    |

| ♠ | 10 8 |
| ♥ | 10 9 |
| ♦ | -    |
| ♣ | -    |

| ♠ | R 6 |
| ♥ | V   |
| ♦ | -   |
| ♣ | 9   |

| ♠ | A 3 |
| ♥ | -   |
| ♦ | V 9 |
| ♣ | -   |

| ♠ | -    |
| ♥ | D    |
| ♦ | 10 3 |
| ♣ | V    |

| ♠ | 10 8 |
| ♥ | 10 9 |
| ♦ | -    |
| ♣ | -    |

| ♠ | R 6 |
| ♥ | V   |
| ♦ | -   |
| ♣ | 9   |

L'exemple ci-contre est donné par Bertrand Romanet, qui qualifie cette position de « entièrement originale » car c'est la couleur ♠ qui sert aux communications et qui est aussi la couleur de la squeezante. 
Dans cette position, lorsque le déclarant tire l'As ou le Roi de ♠, Ouest doit concéder le reste des levées.
| ♠ | -     |
| ♥ | A 6 5 |
| ♦ | -     |
| ♣ | 2     |

| ♠ | -    |
| ♥ | V 10 |
| ♦ | R    |
| ♣ | R    |

| ♠ |
| ♥ |
| ♦ |
| ♣ |

| ♠ | 3 |
| ♥ | 7 |
| ♦ | D |
| ♣ | D |

| ♠ | -     |
| ♥ | A 6 5 |
| ♦ | -     |
| ♣ | 2     |

| ♠ | -    |
| ♥ | V 10 |
| ♦ | R    |
| ♣ | R    |

| ♠ |
| ♥ |
| ♦ |
| ♣ |

| ♠ | 3 |
| ♥ | 7 |
| ♦ | D |
| ♣ | D |

| ♠ | -     |
| ♥ | A 6 5 |
| ♦ | -     |
| ♣ | 2     |

| ♠ | -    |
| ♥ | V 10 |
| ♦ | R    |
| ♣ | R    |

| ♠ |
| ♥ |
| ♦ |
| ♣ |

| ♠ | 3 |
| ♥ | 7 |
| ♦ | D |
| ♣ | D |

| ♠ | -     |
| ♥ | A 6 5 |
| ♦ | -     |
| ♣ | 2     |

| ♠ | -    |
| ♥ | V 10 |
| ♦ | R    |
| ♣ | R    |

| ♠ |
| ♥ |
| ♦ |
| ♣ |

| ♠ | 3 |
| ♥ | 7 |
| ♦ | D |
| ♣ | D |

Dans cette position, Sud joue son dernier ♠. Si Ouest défausse un ♥, tous les cœurs du mort vont pouvoir être encaissés. Si Ouest défausse un de ses Rois, Sud joue la Dame correspondante et Ouest est à nouveau squeezé. 
Ce squeeze à répétition a donc permis de gagner 2 levées.
Souvent, le squeeze d'affaiblissement peut venir automatiquement à l'esprit à la table lorsqu'il n'apparaît aucune autre façon de gagner le contrat.
| ♠ | D V 10 7 4 |
| ♥ | R 6 2      |
| ♦ | A 9 7      |
| ♣ | 7 3        |

| ♠ | R 8 6 2 |
| ♥ | A 5 3   |
| ♦ | R V 3 2 |
| ♣ | D 10    |

| ♠ | -           |
| ♥ | D V 10 8 7  |
| ♦ | D 10        |
| ♣ | A R V 6 4 2 |

| ♠ | A 9 5 3 |
| ♥ | 9 4     |
| ♦ | 8 6 5 4 |
| ♣ | 9 8 5   |

| ♠ | D V 10 7 4 |
| ♥ | R 6 2      |
| ♦ | A 9 7      |
| ♣ | 7 3        |

| ♠ | R 8 6 2 |
| ♥ | A 5 3   |
| ♦ | R V 3 2 |
| ♣ | D 10    |

| ♠ | -           |
| ♥ | D V 10 8 7  |
| ♦ | D 10        |
| ♣ | A R V 6 4 2 |

| ♠ | A 9 5 3 |
| ♥ | 9 4     |
| ♦ | 8 6 5 4 |
| ♣ | 9 8 5   |

| ♠ | D V 10 7 4 |
| ♥ | R 6 2      |
| ♦ | A 9 7      |
| ♣ | 7 3        |

| ♠ | R 8 6 2 |
| ♥ | A 5 3   |
| ♦ | R V 3 2 |
| ♣ | D 10    |

| ♠ | -           |
| ♥ | D V 10 8 7  |
| ♦ | D 10        |
| ♣ | A R V 6 4 2 |

| ♠ | A 9 5 3 |
| ♥ | 9 4     |
| ♦ | 8 6 5 4 |
| ♣ | 9 8 5   |

| ♠ | D V 10 7 4 |
| ♥ | R 6 2      |
| ♦ | A 9 7      |
| ♣ | 7 3        |

| ♠ | R 8 6 2 |
| ♥ | A 5 3   |
| ♦ | R V 3 2 |
| ♣ | D 10    |

| ♠ | -           |
| ♥ | D V 10 8 7  |
| ♦ | D 10        |
| ♣ | A R V 6 4 2 |

| ♠ | A 9 5 3 |
| ♥ | 9 4     |
| ♦ | 8 6 5 4 |
| ♣ | 9 8 5   |

 La donne ci-contre a été effectivement jouée à la table. Nord (Ivanchev) a ouvert de 1♠, Est a montré un bicolore ♣-♥, et Ouest (Balev) a déclaré 3SA.
Nord a entamé de la Dame de ♠ et Sud a mis le ♠3. Ouest a pris du Roi. Quelle est sa seule solution pour gagner le contrat ?
Ouest a 8 levées assurées mais ne peut pas rendre la main à Nord, qui ferait au moins 4 levées à ♠ ainsi que l'As de ♦ ou le Roi de ♥. Aussi, le déclarant tire ses ♣ jusqu'au dernier. Nord doit trouver 4 défausses sur les ♣. Il n'au aucune difficulté à défausser 2 cartes à ♦ et une carte à ♥. Mais, sur le dernier ♣, il est squeezé : 
- s'il défausse un ♠ (comme Ivanchev l'a fait à la table), il ne fera que 3 levées à ♠, et le déclarant réussit son contrat sans surlevée
- s'il défausse un ♥, le déclarant fait tous ses Cœurs
- la défausse de l'As de ♦ donne au moins une surlevée au déclarant